# 세계한민족문화대전
『세계한민족문화대전』(世界韓民族文化大典, Encyclopedia of Overseas Korean Culture, 약칭: 세계한민족)은 대한민국 정부의 주도로 교육부의 국책사업으로 한국학중앙연구원의 한국학사전편찬부에 의해 추진되고 있으며, 19세기 중반부터 시작된 우리 한민족의 이주 역사는 벌써 150년을 넘고 있다. 이제는 170여 개국 700만 명을 넘어설 정도로 재외 한인 사회는 세계 모든 지역으로 확장되었으며, 5천년 문화민족의 긍지로써 문화적 역량을 드높이고 있다. 한편 재외 한인 사회 역시 급속한 세계사의 변화에 직면하여, 그동안 이어져 왔던 한인의 문화 원형이 차츰 변화되어가는 실정입니다. 이에 우리 한국학중앙연구원에서는 한인 디아스포라의 역사 문화적 원형과 변화상을 권역별로 발굴ㆍ수집하고, 이를 정리하여 사전 형태의 편찬 사업을 기획하였다. 바로 한민족의 세계사적 이해 기반과 한민족 지식 네트워크 조성을 위한 플랫폼 구축을 목표로, 재외 한인의 역사와 문화 자료를 조사, 연구, 가공하여 서비스하는 『세계한민족문화대전』 편찬 사업이다.

## 역사적 배경
『세계한민족문화대전』은 2011년부터 중국편을 시작하여 일본, CIS, 북미 권역을 편찬 완료했으며, 향후 전 세계의 한민족이 생성한 아름다운 구슬들을 꿰어나갈 것이다. 수천 년의 역사 가운데 우리 민족이 이룩한 문화적 업적들을 우리의 앞서가는 IT 기술과의 접목을 통해서 디지털 콘텐츠로 거듭나게 하려는 것이며, 21세기 지식정보시대를 앞장서 이끌어나가는 하나의 초석이 되고자 한다. 아울러서 세계 각국에 있는 한인사회의 상호 교류를 촉진하며, 한국과 문화적 유대를 지속·확대하여 공동체 의식을 형성하는 중요한 네트워크로서의 역할도 할 것이다.
재외 한인의 삶을 집대성하는 『세계한민족문화대전』은 문화적 자원의 보존과 기록 뿐 아니라, 국제이해교육, 세계시민교육, 다문화교육의 콘텐츠뿐만 아니라 다양한 문화콘텐츠 산업의 창작 소재로 활용할 수도 있을 것이다.

## 지역별문화대전 구축 현황 및 사이트
『세계한민족문화대전』 통합사이트 http://www.okpedia.kr
- 중국편
- 북미편(서부편), 북미편(동부편)
- 일본편
- CIS편(독립국가연합)
- YouTube: K Culture Channel
- Facebook: 한국학사전편찬부 Facebook

## 같이 보기
- 한국학중앙연구원
- 한국향토문화전자대전
- 한국민족문화대백과사전